# Visual Entidad de Gestión de Artistas Plásticos
Visual Entidad de Gestión de Artistas Plásticos (VEGAP) es la organización que gestiona en España la propiedad intelectual de más de cien mil creadores visuales de todo el mundo.
VEGAP gestiona los derechos económicos, que pueden ser de dos tipos: derechos exclusivos y derechos de remuneración. Los derechos exclusivos facultan a los autores para autorizar o no la reproducción de sus obras por parte de otras personas. Para gestionar estos derechos a favor de sus socios, la organización emite licencias para autorizar el uso de sus obras. Estas licencias están condicionadas al pago de las cantidades establecidas en las tarifas generales, aprobadas cada año por el Ministerio de Educación, Cultura y Deporte. Tiene suscritos contratos de representación recíproca con cuarenta y tres sociedades de autor de otros países, lo que significa que los derechos de autor de sus socios pueden ser gestionados de este modo en estos países.
Fue creada en 1990 por un grupo de artistas españoles para administrar de manera colectiva sus derechos de autor. Actualmente, es miembro de pleno derecho de la CISAC (Confederación Internacional de Sociedades de Autores y Compositores), de la cual desde este mismo año ocupa la vicepresidencia. Su actual presidente es el artista plástico gallego Antón Patiño Pérez. El Consejo de Administración representa todas las disciplinas artísticas y está formado por José Freixanes, Óscar Mariné, Luis Chillida, Alfonso Albacete, Joan Fontcuberta, Juan Genovés, Luis Gordillo, Rafael Levenfeld, Robert Llimós, Eva Lootz, Chema Madoz, Susana Solano, Montserrat Soto, Eulàlia Valldosera, y Valentín Vallhonrat.
Esta entidad, además, tiene un banco de imágenes que ofrece a los usuarios el acceso a un catálogo de imágenes de arte contemporáneo español.